# Grêmio Esportivo Laranjeiras
Grêmio Esportivo Laranjeiras, meestal gewoon bekend als kortweg GEL is een Braziliaanse voetbalclub uit de Braziliaanse stad Serra in de staat Espírito Santo.

## Geschiedenis
De club werd opgericht in 1980. In 2008 werd de club vicekampioen in de tweede klasse van het Campeonato Capixaba en promoveerde zo naar de hoogste klasse. De club werd voorlaatste in 2009 en degradeerde meteen weer. De volgende jaren deed de club het niet goed in de tweede klasse. Pas in 2015 konden ze zich eens voor de tweede ronde plaatsen. In 2017 nam de club niet deel aan de competitie.